# Zum Guten Hirten (Rehden)

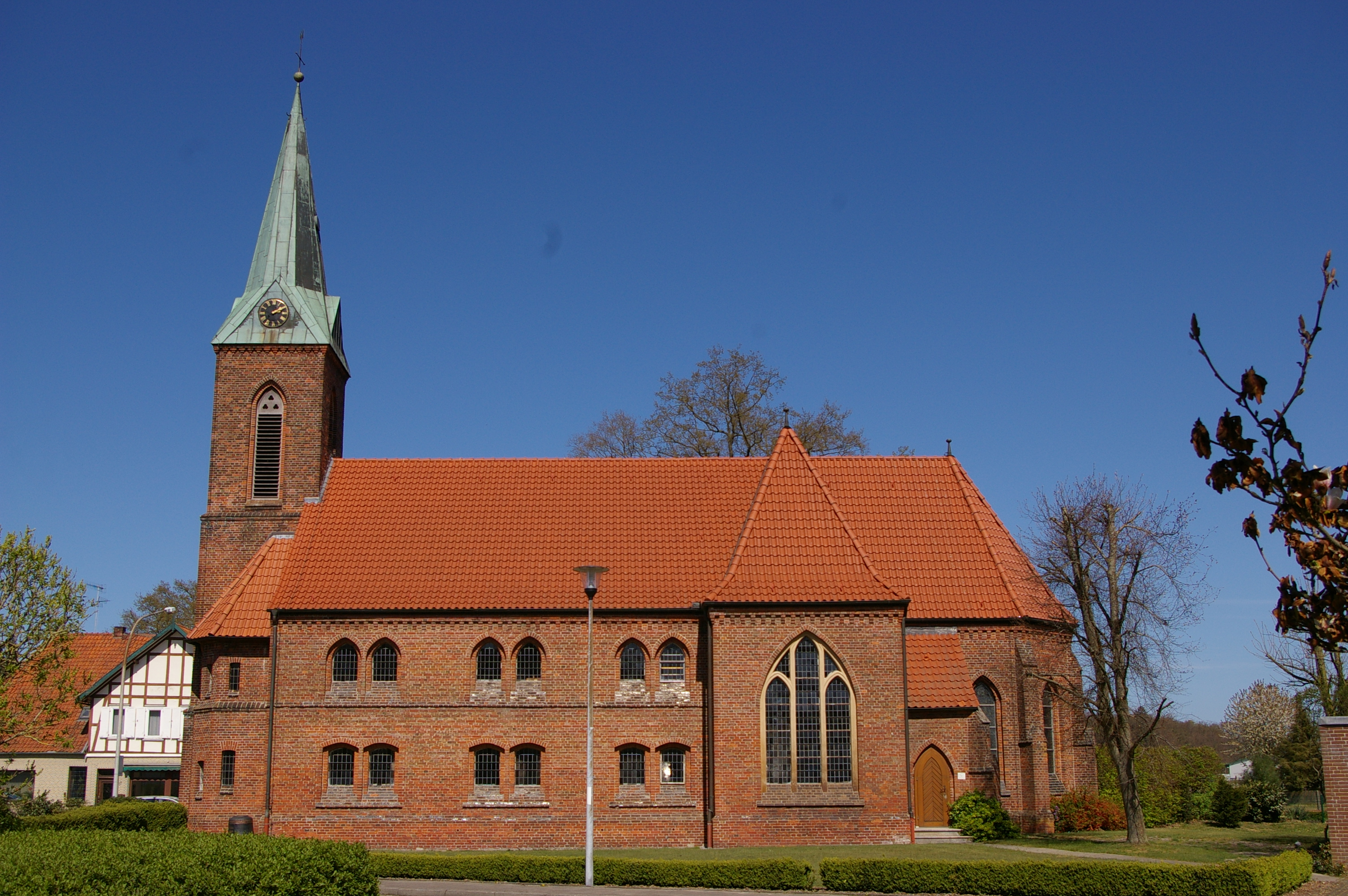
Zum Guten Hirten

Die evangelisch-lutherische denkmalgeschützte Kirche zum Guten Hirten steht in Rehden, einer Gemeinde im Landkreis Diepholz in Niedersachsen. Die Kirchengemeinde gehört zum Kirchenkreis Grafschaft Diepholz im Sprengel Osnabrück der Evangelisch-lutherischen Landeskirche Hannovers.

## Beschreibung
Die neugotische Kirche aus Backsteinen wurde 1873 von Conrad Wilhelm Hase erbaut. Die Kreuzkirche hat im Westen den Kirchturm, der von seitlichen Treppentürmchen flankiert wird, ein Langhaus mit einem Querschiff und einen eingezogenen rechteckigen Chor mit einem dreiseitigen Abschluss. Im Kirchturm, der mit einem achtseitigen spitzen Helm bedeckt ist, hängen zwei Kirchenglocken. 
Der Innenraum wird durch die Stützen einer dreiseitig umlaufenden Empore in der Art einer dreischiffigen Hallenkirche gegliedert. In der Mitte hat er ein hölzernes Trapezgewölbe, die Seiten sind flachgedeckt. Das Joch des Chors ist mit einem Kreuzrippengewölbe überspannt. Das Langhaus hat unten Segmentbogen- und oben in Höhe der Empore Spitzbogenfenster. Die Fenster im Chor wurden 1903 mit Glasmalereien versehen. 
Die erste Orgel wurde 1875 von Carl Haupt gebaut. Sie wurde 1974 im alten Prospekt vom Orgelbau Kreienbrink durch ein neues Werk mit 12 Registern, verteilt auf 2 Manuale und ein Pedal, ersetzt.